# The Indian Girl's Romance
The Indian Girl's Romance è un cortometraggio muto del 1910 prodotto dalla Lubin. Il nome del regista non viene riportato nei credit del film.

## Trama
In una delle stazioni di posta della Hudson Bay Company, Malcolm Young, un giovane fattore è innamorato di Utoka, la bella figlia di un capo tribù. Jules Laprese, un meticcio, che odia il fattore a causa di Utoka, trama contro il rivale di cui vuole disfarsi a tutti i costi. Mostra a Utoka la foto di una giovane donna bianca e una lettera indirizzata a Malcolm, dicendole che il suo amante è un traditore. Il capo tribù cattura Malcolm che viene sottoposto a tortura. Utoka, non credendo alla colpevolezza dell'uomo che ama, chiede aiuto al missionario che segue i lavori della compagnia. Insieme, salvano Malcolm e Utoka scopre che la ragazza della foto non è altri che la sorella del fattore.

## Produzione
Il film fu prodotto dalla Lubin Manufacturing Company.

## Distribuzione
Distribuito dalla Lubin Manufacturing Company, il film - un cortometraggio in una bobina - venne distribuito nelle sale statunitensi il 19 maggio 1910.